# La Gardiole
La Gardiole (2763 m) è una montagna del Massiccio dei Cerces nelle Alpi Cozie. Si trova nel dipartimento francese delle Alte Alpi.

## Storia

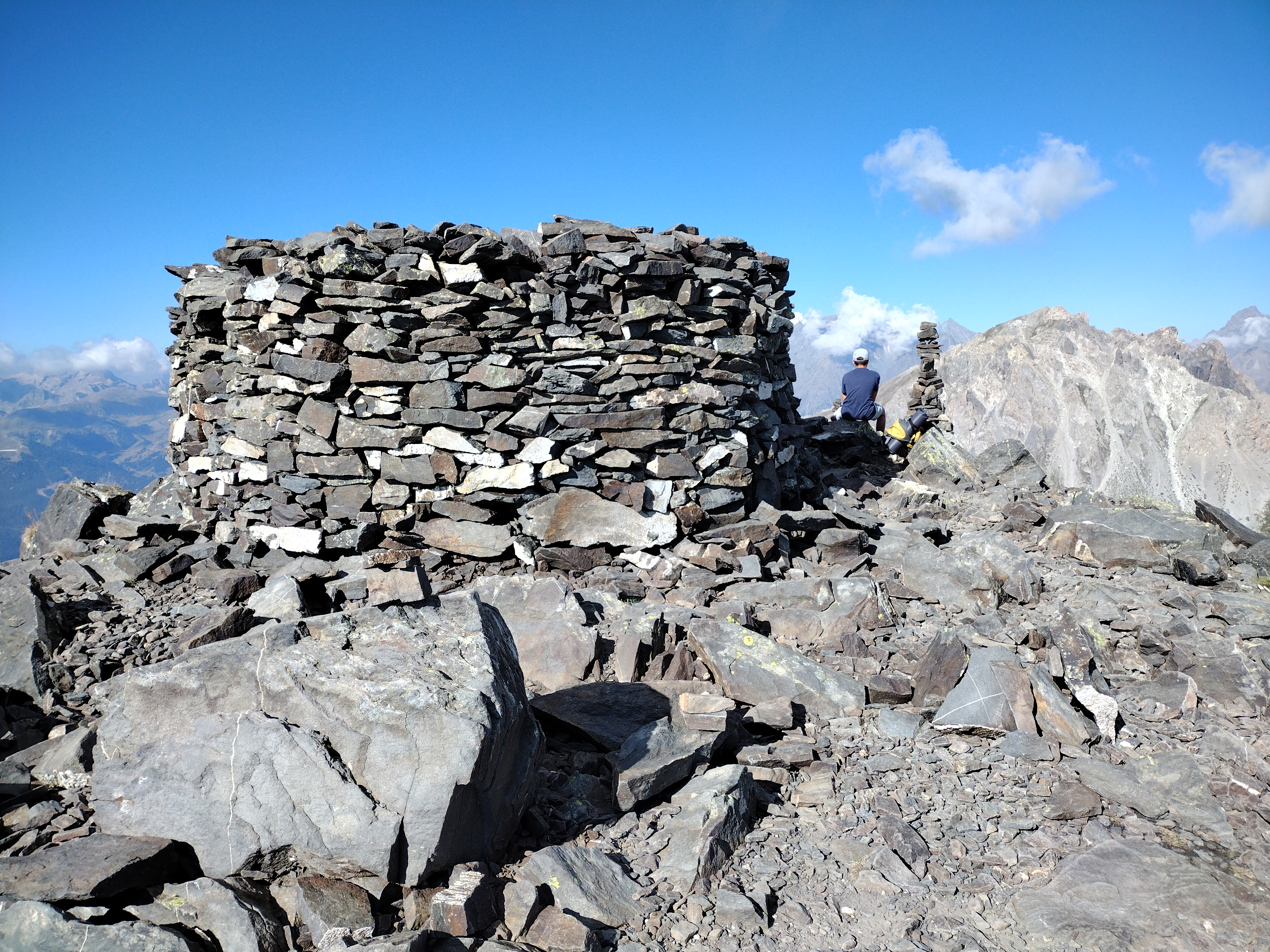
La cima della montagna

La zona conserva numerose tracce dell'attività di fortificazione avvenuta a cavallo tra il XIX e il XX secolo a causa delle tensioni tra Regno d'Italia e Repubblica francese. Nell'ambito delle opere della Linea Maginot venne prevista la costruzione sulla cima della Gardiole un osservatorio, che poi non fu però realizzato.

## Caratteristiche

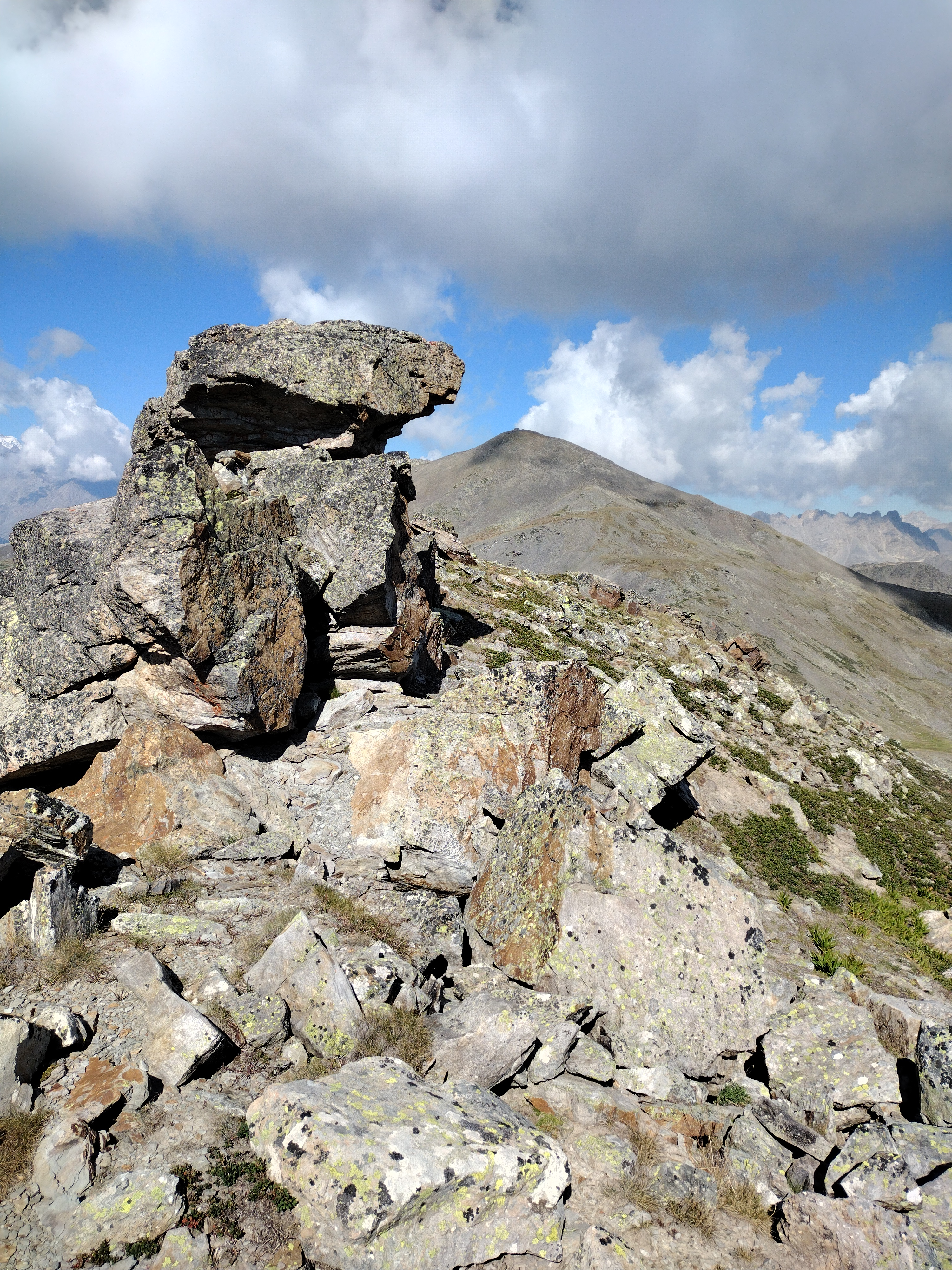
Vista dal Rocher du Loup

La montagna si trova tra la Valle della Guisane e la Valle della Clarée. A partire dalla sua cima lo spartiacque tra le due vallate continua verso ovest scendendo la Porte de Cristol (2483 m) e risalendo poi al Grand Aréa, mentre verso sud-est prosegue con il Col des Cibières, seguito da un rilievo a quota 2561 m e dal Colle del Granon, quest'ultimo raggiunto da una strada asfaltata. In corrispondenza della cima della Gardiole si stacca dallo spartiacque Clarée/Guisane un crinale secondario che divide tra loro due valloni laterali della Valle della Clarée, quello del Torrent du Granon (a sud) e quello del Torrent de l'Oule. Partendo dalla Gardiole questo crinale scende al Col de l'Oule (2546 m), risale al Rocher du Loup e prosegue poi verso la Roche Gauthier (2746 m) e la Crête de Lenlon. La prominenza topografica della Gardiole è di 270 metri.

## Salita alla vetta
Si può raggiungere La Gardiole per sentiero con partenza da varie località circostanti. La salita dal Colle del Granon per il Col des Cibières è considerata di difficoltà escursionistica E.
La montagna è anche una classica meta di escursioni scialpinistiche.

## Cartografia
- Cartografia ufficiale francese, Institut géographique national.